# Louis Vanvelthoven
Louis P. J. Vanvelthoven (ur. 8 czerwca 1938 w Lommel) – belgijski polityk, samorządowiec i nauczyciel, parlamentarzysta i eurodeputowany, w latach 1988–1994 przewodniczący Rady Regionu Flamandzkiego.

## Życiorys
W 1959 uzyskał uprawnienia nauczycielskie w Rijksnormaalschool w Lier, zaś w 1971 ukończył studia prawnicze na Vrije Universiteit Brussel. Od 1959 do 1977 pracował zawodowo jako nauczyciel historii i prawa. Pomiędzy 1971 a 1974 zajmował stanowisko sekretarza w gabinetach ministrów Willy’ego Claesa oraz Willy’ego Calewaerta.
Zaangażował się w działalność Belgijskiej Partii Socjalistycznej, a po jej podziale wstąpił do aktywnej w Regionie Flamandzkim Partii Socjalistycznej. Od 1963 do 2006 pozostawał radnym miasta Lommel, a od 1989 do 2006 także jego burmistrzem, jednocześnie od 1971 do 1977 należał do rady prowincji Limburgia. W latach 1977–1979 członek Izby Reprezentantów, w jej ramach pełnił funkcję szefa kolegium kwestorów i lidera frakcji partyjnej. Ponadto w latach 1977–1979 zasiadał w Parlamencie Europejskim. Od 1977 do 1995 oddelegowany do Rady Kulturowej Regionu Flamandzkiego, w 1980 przekształconej w Radę Flamandzką (Vlaamse Raad). Zajmował stanowisko jej przewodniczącego od 18 października 1988 do 13 stycznia 1994, doprowadzając do wzrostu jej znaczenia. Pozbawiony stanowiska w wyniku wybuchu afery. W 1995 był kandydatem na ministra, jednak tę nominację zablokowały zarzuty o konflikt interesów przy sprzedaży ziemi (ostatecznie został w tej sprawie prawomocnie uniewinniony). W 2007 wycofał się z polityki.
Jego syn Peter Vanvelthoven także został politykiem.